# Championica hebetata
Championica hebetata är en insektsart som beskrevs av Max Beier 1954. Championica hebetata ingår i släktet Championica och familjen vårtbitare. Inga underarter finns listade i Catalogue of Life.